# 租税選択
公共選択論において、租税選択（そぜいせんたく、英: tax choice）とは個々の納税者たちは彼らの租税がどのように費やされるについて直接にコントロールするだろうことを信奉することである。それの信奉者らは消費者行動分析の理論を財政に適用する。納税者が彼らの租税の一部分を特殊な支出に割り当てるよう認めるときに積極的に反応することをその信奉者らは主張する。